# Prawo Archimedesa

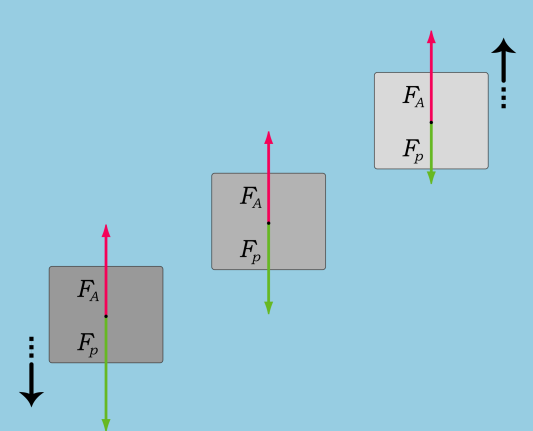
Na ciało zanurzone w płynie działa pionowa, skierowana ku górze siła wyporu

Prawo Archimedesa – prawo hydro- i aerostatyki określające siłę wyporu płynu, odkryte przez Archimedesa z Syrakuz.
Prawo Archimedesa głosi, że na ciało (częściowo lub całkowicie) zanurzone w płynie (cieczy, gazie lub plazmie) działa pionowa, skierowana ku górze siła wyporu {\displaystyle F_{\mathrm {w} }}, której wartość jest równa ciężarowi płynu wypartego przez to ciało, opisane jest ono wzorem:
{\displaystyle F_{\mathrm {w} }=m_{\mathrm {p} }g=\rho _{\mathrm {p} }gV,}
gdzie: {\displaystyle m_{\mathrm {p} }} – masa wypieranego płynu, {\displaystyle \rho _{\mathrm {p} }} – gęstość płynu, {\displaystyle g} – ziemskie przyspieszenie grawitacyjne, {\displaystyle V} – objętość wypieranego płynu (równa objętości części ciała zanurzonej w płynie).
Siła wyporu jest wynikiem zasad i własności ciśnienia hydrostatycznego. Ciśnienie to rośnie wraz ze wzrostem głębokości w płynie, jest zatem większe u dołu zanurzanego ciała niż w górnej jego części. W związku z tym siła parcia płynu działająca na dolne części ciała ma większą wartość niż siła działająca na górne jego części. Wypadkowa tych sił daje siłę wyporu {\displaystyle F_{\mathrm {w} }}.
Archimedes wyprowadził swoje prawo w pierwszej księdze dwuczęściowego dzieła O ciałach pływających, zachowanego jedynie w przekładzie łacińskim.

## Ciężar pozorny ciała

Ilustracja demonstracji prawa Archimedesa

Równoważnie, prawo Archimedesa można sformułować następująco: ciało zanurzone w płynie traci pozornie na ciężarze tyle, ile wynosi ciężar płynu wypartego przez to ciało:
{\displaystyle F_{\mathrm {poz} }=F_{\mathrm {g} }-F_{\mathrm {w} }.}
Ponieważ siła wyporu działająca na ciało, które pływa w płynie, jest równa jego ciężarowi, to z powyższego równania wynika, że ciężar pozorny takiego ciała wynosi zero.

## Uzasadnienie
Siła wyporu jest skutkiem działania sił ciśnienia na zanurzone w płynie ciało. Jeśli w spoczywającym płynie zostanie wyodrębniony fragment płynu, to fragment ten spoczywa gdy siła wyporu równoważy siłę przyciągania ziemskiego. Ciśnienie wywierane na wyodrębnioną część płynu nie zależy od materiału z jakiego jest ta część, w takim razie taka sama siła wyporu będzie działała na ciało zanurzone w płynie. Siła ta jest równa ciężarowi płynu jaki został wyparty przez zanurzone ciało.

## Warunek pływania ciał

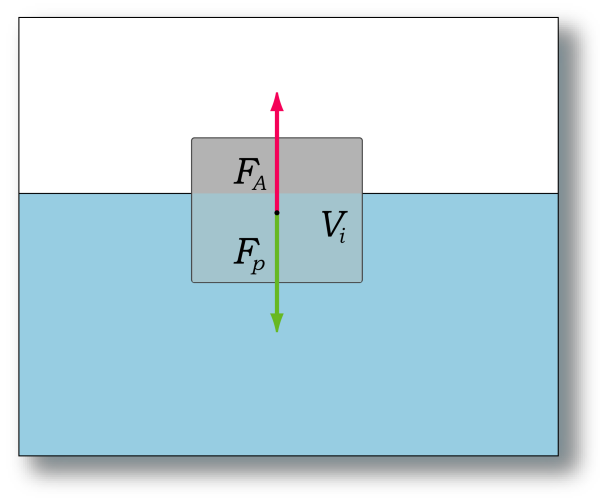
Ciało pływa w płynie, ponieważ siła ciężkości i siła wyporu równoważą się

Jeśli ciało pływa w płynie, to wartość oddziałującej na nie siły wyporu {\displaystyle F_{\mathrm {w} }} jest równa wartości oddziałującej na nie siły ciężkości {\displaystyle F_{\mathrm {g} }}:
{\displaystyle F_{\mathrm {w} }=F_{\mathrm {g} }.}
Skoro – zgodnie z prawem Archimedesa – wartość siły wyporu {\displaystyle F_{\mathrm {w} }} jest równa ciężarowi wypartego płynu:
{\displaystyle F_{\mathrm {w} }=m_{\mathrm {p} }g,}
to można stwierdzić, że gdy ciało pływa w płynie, to wartość działającej na nie siły ciężkości {\displaystyle F_{g}} jest równa ciężarowi płynu wypartego przez to ciało {\displaystyle m_{p}g}:
{\displaystyle F_{\mathrm {g} }=m_{\mathrm {p} }g.}
Inaczej, ciało pływające w płynie wypiera płyn o ciężarze równym swojemu ciężarowi (czyli objętość płynu równą objętości zanurzonej części ciała).
Analogicznie:
- jeśli {\displaystyle F_{\mathrm {w} }<F_{\mathrm {g} },} to ciało tonie,
- jeśli {\displaystyle F_{\mathrm {w} }>F_{\mathrm {g} },} to ciało wypływa, aż siły się zrównoważą {\displaystyle (F_{\mathrm {w} }=F_{\mathrm {g} })}[3][5][6].

W przypadku ciał wykonanych z jednolitego materiału można określić, czy ciało będzie tonąć, czy wypływać na powierzchnię płynu przez porównanie gęstości ciała {\displaystyle \rho _{\mathrm {c} }} i gęstości płynu {\displaystyle \rho _{\mathrm {p} }}. I tak:
- jeśli {\displaystyle \rho _{\mathrm {c} }>\rho _{\mathrm {p} },} to ciało będzie tonąć,
- jeśli {\displaystyle \rho _{\mathrm {c} }=\rho _{\mathrm {p} },} to ciało będzie pływać w płynie (unosić się w nim na stałym poziomie),
- jeśli {\displaystyle \rho _{\mathrm {c} }<\rho _{\mathrm {p} },} to ciało będzie wypływać na powierzchnię płynu[6].

W powyższych rozważaniach pominięto wpływ napięcia powierzchniowego; w ogólności prawo Archimedesa nie uwzględnia zjawisk kapilarnych. Przykładowo, jeśli zanurzone zostanie w wodzie ciało o właściwościach hydrofilowych, masa wypartej cieczy przekroczy masę zanurzonej części ciała, jako że zostanie ono „wciągnięte” głębiej przez wodę ze względu na kapilarność. Podobnie ciała hydrofobowe nie spełniają prawa Archimedesa, ponieważ masa zanurzonej ich części przekracza masę wypartej wody. O ile wpływ ten jest znikomy dla ciał większych rozmiarów, w przypadku drobnych ciał – dokładniej: takich, których powierzchnia styczności z płynem jest niewielka – pominięcie go może prowadzić do błędów, w szczególności do nieprawidłowego określenia zależności między wartością siły grawitacji i siły wyporu. Tak więc sam fakt pływania ciała nie implikuje, że jego gęstość jest nie większa od gęstości płynu.

## Legenda o sformułowaniu prawa

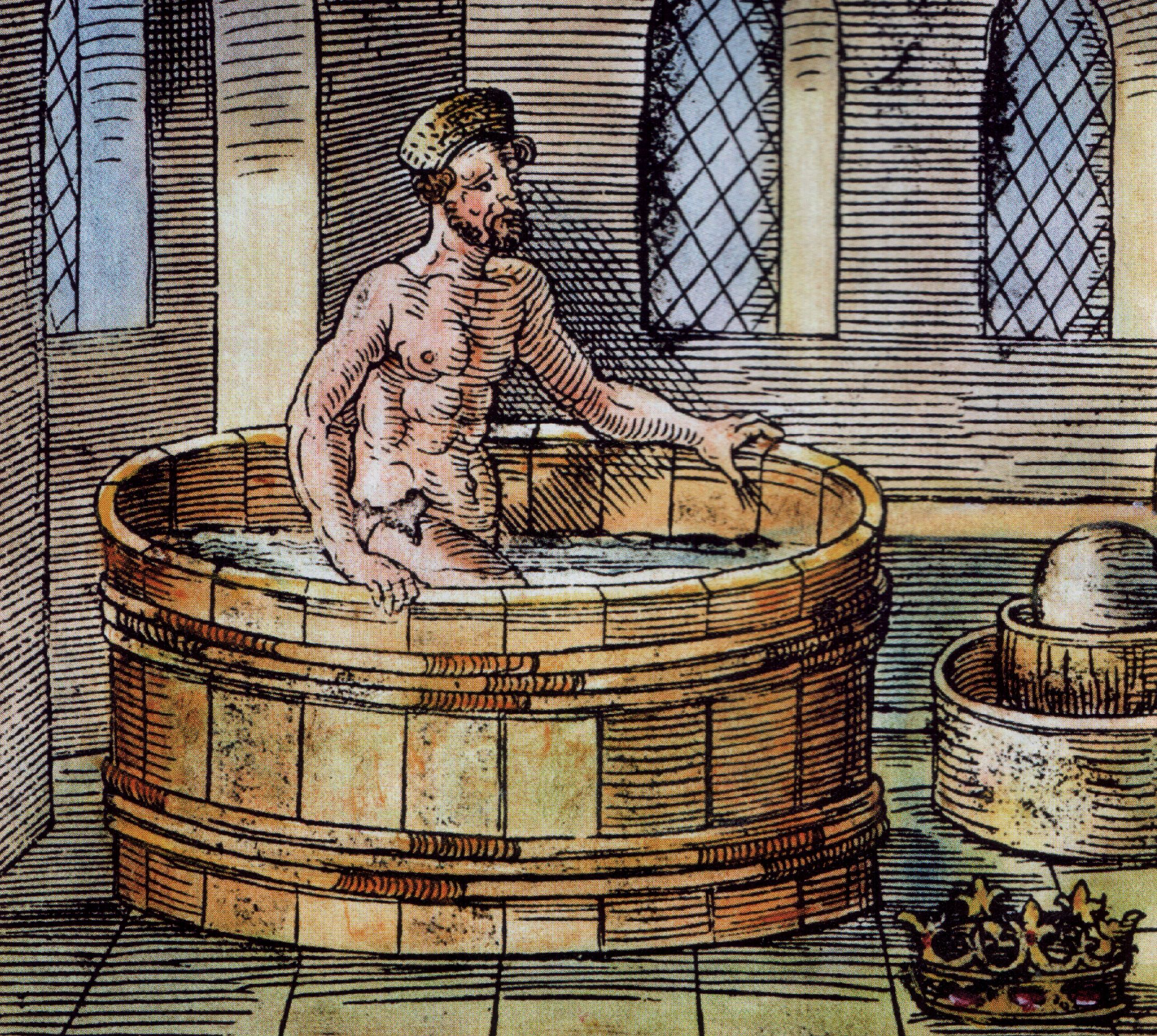
XVI-wieczna ilustracja przedstawiająca Archimedesa biorącego kąpiel

Grecka legenda głosi, że król Syrakuz Hieron II zwrócił się do Archimedesa, aby ten zbadał, czy korona, którą wykonał dla króla syrakuzański złotnik, zawiera tylko złoto, czy jest to tylko pozłacane srebro. Zadanie miało być wykonane bez uszkadzania korony. Wówczas jedynym sposobem na sprawdzenie, czy przedmiot jest z czystego złota, było zginanie, ponieważ złoto jest metalem dość miękkim.
Archimedes w czasie kąpieli w wannie zauważył, że ilość wody wypływającej z wanny odpowiadała objętości ciała zanurzanego w wodzie. Gdy spostrzeżenie to nasunęło mu rozwiązanie problemu korony, wyskoczył z wanny i z okrzykiem Eureka! (gr. ηὕρηκα heureka – „znalazłem”) wybiegł nago na ulicę.
Archimedes sporządził dwie bryły o takim samym ciężarze co korona – jedną ze złota, drugą ze srebra. Napełnił do pełna wodą duże naczynie i wrzucił do niego bryłę srebra, a następnie zmierzył ilość wody jaka wypłynęła. Następnie podobnie postąpił z bryłą ze złota. Okazało się, że w przypadku złotej bryły wypłynęło mniej wody – a więc gęstość (oraz ciężar właściwy) złota jest większa od gęstości srebra. Następnie ponownie napełnił naczynie i wrzucił do niego koronę. Stwierdził, że przy zanurzeniu korony wypłynęło więcej wody, niż w przypadku bryły złota o tym samym ciężarze. Na podstawie tej obserwacji udowodnił domieszkę innego metalu w złocie i oszustwo złotnika.

## Związek z innymi prawami

Związek prawa Pascala z prawem Archimedesa

Prawo Archimedesa wynika z warunku równowagi płynu w spoczynku w obecności siły grawitacji, opisywanych w prawie Pascala z uwzględnieniem zależności ciśnienia od głębokości.
W fizyce ośrodków ciągłych prawo Archimedesa wywodzi się z równań Eulera, które są szczególnym przypadkiem równań Naviera-Stokesa dla spoczywającego płynu, które są przedstawieniem zasad dynamiki Newtona dla płynów.
Równanie Naviera-Stokesa z pominięciem lepkości objętościowej i ściśliwości:
{\displaystyle \rho _{f}\left[{\frac {\partial {\boldsymbol {v}}}{\partial t}}+{\boldsymbol {v}}({\boldsymbol {\nabla }}\cdot {\boldsymbol {v}})\right]=\mu \Delta {\boldsymbol {v}}-{\boldsymbol {\nabla }}p+\rho _{f}{\boldsymbol {g}}.}
Gdy prędkość {\displaystyle v=0} to równanie to upraszcza się do równania Eulera:
{\displaystyle 0=-{\boldsymbol {\nabla }}p+\rho _{f}{\boldsymbol {g}}.}
Które jest różniczkową postacią prawa Pascala w obecności sił masowych.
Siła działająca na fragment płynu lub ciało zanurzone w płynie jest sumą elementarnych sił parcia działających na to ciało. Jeżeli siła masowa działająca w płynie spełnia warunki twierdzenia Ostrogradskiego-Gaussa, to całkowanie po powierzchni ciała można zastąpić całką z dywergencji pola po objętości ciała. Gdy przyspieszenie siły masowej (grawitacyjne) oraz gęstość płynu jest jednakowa, to wzór przekształca się do postaci znanej z prawa Archimedesa:
{\displaystyle {\boldsymbol {F}}=\int _{\partial V_{K}}-p{\boldsymbol {n}}\cdot \mathrm {d} {\boldsymbol {S}}=\int _{V_{K}}-{\boldsymbol {\nabla }}p\ \mathrm {d} V=\int _{V_{K}}-\rho _{f}{\boldsymbol {g}}\ \mathrm {d} V=-\rho _{f}{\boldsymbol {g}}\ V_{K}.}

## Przykłady występowania i zastosowań
- areometr
- balon
- nurek Kartezjusza
- pęcherz pławny
- pozorowanie nieważkości przez zanurzenie ciał w wodzie
- termometr Galileusza